# Desarrollo usando fracciones continuas
Un sistema de gran utilidad es el de los números reales, que surgió para responder, básicamente, el asunto de las medidas. pero la dificultad que surgió con la {\displaystyle {\sqrt {2}}} al darse cuenta de que no era un número racional se buscaron métodos de aproximación y uno de ellos es a través de fracciones continuas que cayó en desuso, al impulsarse la enseñanza de la Matemática moderna. Pero por el uso de las computadoras y su carácter algorítmico, motiva su estudio.
Presentamos diferentes aproximaciones: 1, 1.41, 1.41, 1.4142, y así sucesivamente ( no termina),son aproximaciones al número cuyo cuadrado es 2.. Por ejemplo, uno de los convergentes de p es 22/7 -debido a Arquímedes-, la aproximación familiar, y ninguna fracción con denominador menor que 7 es una mejor aproximación. Y otra es la de la fracción 355/113.
Es evidente de la forma del desarrollo como fracción continua que si x es la fracción continua {\displaystyle (a_{1},a_{2},...)\,} entonces {\displaystyle a_{1}} es la parte entera de x; esto es, el máximo entero no mayor que x.

## Secuencia sugerente
Veamos con atención el caso de {\displaystyle {\frac {61}{27}}=2+{\frac {7}{27}}=2+{\frac {1}{\frac {27}{7}}}=2+{\frac {1}{3+{\frac {6}{7}}}}=2+{\frac {1}{3+{\frac {1}{\frac {7}{6}}}}}=2+{\frac {1}{3+{\frac {1}{1+{\frac {1}{6}}}}}}}
La expresión {\displaystyle a_{0}+{\frac {1}{a_{1}+{\frac {1}{a_{2}+...a_{s-1}+{\frac {1}{a_{s}}}}}}}}
donde {\displaystyle a_{1},a_{2},...,a_{s}} son números naturales, {\displaystyle a_{0}} es un número natural o cero, que se denomina fracción continua.
Los números {\displaystyle a_{0},a_{1},a_{2},...,a_{s}} se denominan elementos de una fracción continua. Se puede decir que hemos desarrollado el número {\displaystyle {\frac {61}{27}}} en fracción continua.
Ahora ilustraremos el método de desarrollo, mediante el siguiente.

## Ejemplo
Encuentre el desarrollo de 573/227 como fracción continua. Ahora, {\displaystyle 573/227=2+1/x_{2}}, donde {\displaystyle x_{2}=227/119=1+1/x_{3}}, donde {\displaystyle x_{3}=119/108=1+1/x_{4}}, donde {\displaystyle x_{4}=108/11=9+1/x_{5}}, donde {\displaystyle x_{5}=11/9=1+1/x_{6}}, donde {\displaystyle x_{6}=9/2=4+1/2}.

## Casos históricos
- El número de Arquímedes (22/7).
- La sucesión de Fibonacci y sus diferentes variantes está vinculado al tema de las fracciones continuas.